# Экхольм, Нильс Густав

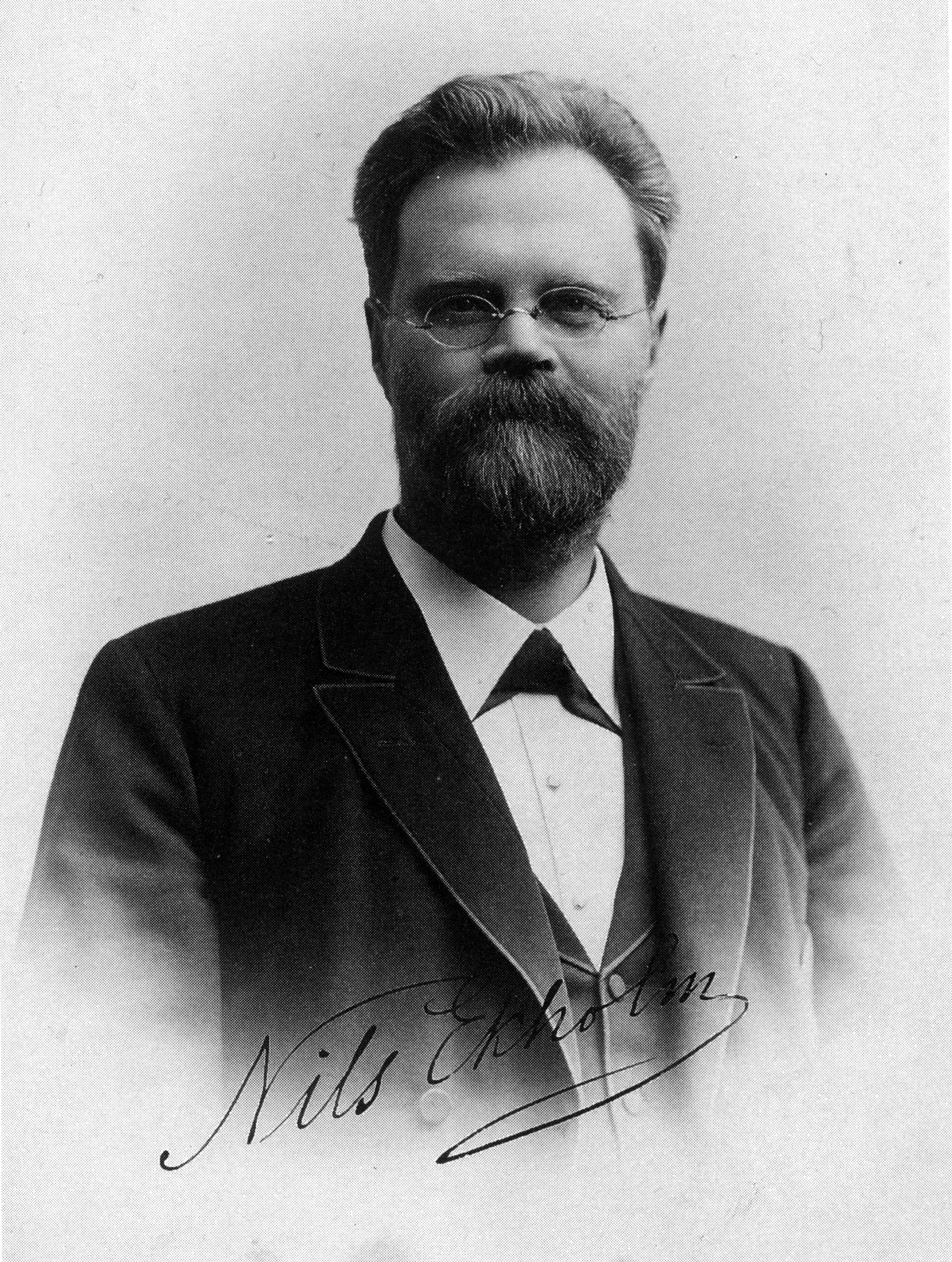
Нильс Густав Экхольм в 1890-х годах, во время экспедиции Андре.

Нильс Густав Экхольм (9 октября 1848 г. - 5 апреля 1923 г.) — шведский метеоролог, руководивший шведской геофизической экспедицией на Шпицберген в 1882–1883 гг.

## Биография
Экхольм родился в Смедьебакене в Даларне, в семье аптекаря. Получив mogenhetsexamen в 1868 году, он поступил в Уппсальский университет в сентябре 1869 года и получил степень кандидата философских наук в 1876 году, получив степень лиценциата в 1887 году и докторскую степень. в 1888 году. Он был учеником Роберта Рубенсона и Хьюго Хильдебранда Хильдебрандссона.
Он работал на метеорологическом факультете Уппсальского университета с 1876 по 1881 год и снова, после возвращения из экспедиции на Шпицберген в 1884–1890 годах, и был доцентом метеорологии в университете в 1888–1892 годах. С 1890 года работал ассистентом в Шведском метеорологическом институте в Стокгольме (одно из учреждений-предшественников нынешнего Шведского метеорологического и гидрологического института, SMHI, ныне расположенного в Норчёпинге). Он стал профессором и главой института в 1913 году, а в 1918 году вышел на пенсию в возрасте 70 лет.
Первоначально Экхольм отвечал только за метеорологические исследования арктической экспедиции Андре на воздушном шаре (1897–1898). Экхольм был назначен руководителем экспедиции в целом после того, как его предшественник, командир Ф. Мальмберг, не смог участвовать из-за болезни. Запланированный на 1896 г. запуск воздушного шара инженера и воздухоплавателя С.А. Андре со Шпицбергена был отменен из-за встречного ветра. Позже Экхольм начал сомневаться, что герметичности воздушного шара будет достаточно, чтобы свести утечку водорода к минимуму, необходимому для успеха экспедиции. Когда Андре проигнорировала его предупреждения, Экхольм отказался от экспедиции. Экхольма заменил Кнут Френкель. После запуска воздушного шара в 1897 году вся экспедиция погибла.
Экхольм считается основателем шведской системы штормового предупреждения, которую он инициировал во время работы в Метеорологическом институте. Система началась в 1905 году с 27 станций штормового предупреждения на западном побережье Швеции и расширилась в последующие годы, пока, наконец, с 1913 года не охватила всю шведскую береговую линию.
Экхольм был избран членом Британского королевского метеорологического общества в 1892 году и членом Шведской королевской академии наук в 1905 году.
В 1899 г. Экхольм, один из первых и энергичных представителей антропогенного контроля климата, указал, что при нынешних темпах сжигания угля в конечном итоге можно удвоить концентрацию атмосферного CO2. По словам Экхольма, находящегося под влиянием мыслей своего давнего друга и коллеги Сванте Аррениуса, это «несомненно вызовет весьма очевидное повышение средней температуры Земли». Он думал, что, контролируя производство и потребление CO2, люди смогут «регулировать будущий климат Земли и, следовательно, предотвратить наступление нового ледникового периода (Флеминг, 1998). Английская версия, опубликованная в 1901 г. в Ежеквартальном журнале Королевского метеорологического общества, привела к широкому распространению идей Экхольма, включая использование термина «теплица» для описания действия углекислого газа).

## Публикации
Ekholm, Nils (1901). On the Variations of the Climate of the Geological and Historical Past and their Causes. Quarterly Journal of the Royal Meteorological Society (англ.). XXVII (117): 1–61.

## Внешняя ссылка
- Svenskt biografiskt handlexikon